# Drągowina (województwo lubuskie)
Drągowina (niem. Neuwaldau) – wieś w Polsce położona w województwie lubuskim, w powiecie zielonogórskim, w gminie Nowogród Bobrzański nad rzeką Brzeźnicą.
W latach 1954–1958 wieś należała i była siedzibą władz gromady Drągowina, po jej zniesieniu w gromadzie Nowogród Bobrzański. W latach 1975–1998 miejscowość administracyjnie należała do województwa zielonogórskiego.

## Historia
Wieś założona przed 1237 rokiem przez augustianów z klasztoru z Nowogrodu Bobrzańskiego wkrótce po ufundowaniu klasztoru przez Henryka Brodatego w 1217 r. Pojawiła się wówczas w dokumentach nazwa Nuwenwalde, w 1263 roku Nuwald, a w 1268 Nouowaldow. Informacja o potwierdzeniu przez Henryka Brodatego wcześniejszego nadania klasztorowi augustianów w Nowogrodzie Bobrzańskim 50 małych łanów w Drągowinie pochodzi ze wspomnianego 1237 roku, a o nadaniu przez opata 50 frankońskich łanów sołtysowi z 1214 roku. Wieś długo należała do klasztoru, najpierw nowogrodzkiego, później żagańskiego, aż do 1810 roku, kiedy to przeprowadzono kasatę dóbr zakonnych. 

## Zabytki
Do wojewódzkiego rejestru zabytków wpisane są:
- kościół parafialny pod wezwaniem Wniebowstąpienia Pańskiego, z XV wieku, przebudowany w XVII wieku, w XIII wieku. Jednonawowa budowla o wąskich i wysokich oknach oraz prosto zakończonym prezbiterium, a kruchta była pierwszym obiektem dobudowanym do nawy, która stanęła po stronie północnej. Wsi Drągowina nie ominęła reformacja i już w 1540 roku kościół zajęli protestanci. W 1668 roku powrócił do katolików. Zakrystia stanęła prawdopodobnie w XVII wieku po północnej stronie prezbiterium, a po przeciwnej kaplica[4]. Poszerzono otwory wejściowe i prawie wszystkie okienne. Okno wschodnie prezbiterium zamurowano, a następnie otynkowano ściany. Początkowo przy kościele stała drewniana wieża, ale około 1690 roku na jej miejscu wzniesiono nową, murowaną. W 1782 roku kościół w Drągowinie poddano pracom remontowym m.in. z powodu problemów technicznych związanych z osiadaniem gruntu pod wieżą,. Pod koniec XIX wieku prowadzono następne prace i wówczas do wieży dobudowano przypory, ale jej stan zachowania w ciągu XX wieku uległ pogorszeniu i około 1990 roku budowla została rozebrana. Kościół w Drągowinie jest kamienno-ceglaną, jednonawową budowlą z węższym prostokątnym prezbiterium[4]. Do dziś zachowały się w całości pierwotne mury świątyni. Dach dwuspadowy nakrywa obie partie kościoła, a wszystkie otwory okienne nawy i prezbiterium są zamknięte półkoliście, podobnie jak drzwiowe, umieszczone w północnej ścianie nawy oraz w kruchcie. Płaskim stropem drewnianym jest przykryte wnętrze nawy, sklepieniem krzyżowym prezbiterium, a zakrystii kolebkowym z lunetami. Zachowały się w szczytach prezbiterium ślady po pierwotnym, półkolistym sklepieniu drewnianym. Przy ścianie zachodniej stoi zbudowana w XVIII/XIX stuleciu empora organowa wsparta na dwóch słupach, z organami z końca wieku XIX. Z 1898 roku pochodzi ołtarz główny Wniebowstąpienia Pańskiego, natomiast ołtarz Ukrzyżowania umieszczony w kaplicy z drugiej ćwierci XVII wieku. Kościół jest otoczony piętnastowiecznym, gotyckim murem kamiennym z barokową bramą z końca XVII wieku. Rzeźbiona Pietà i płaskorzeźba przedstawiającą św. Augustyna wieńczy falisty szczyt bramy[4].
- plebania, barokowa z XVII wieku, która po raz pierwszy była wzmiankowana w 1540 roku[6]. Budynek nie przetrwał do naszych czasów, podobnie jak i przypuszczalnie następny, który mógł być wzniesiony w XVII wieku. W stylu barokowym w 1736 roku zbudowano kamienno-ceglaną siedzibę proboszcza, która poddana została gruntownej modernizacji mniej więcej w połowie następnego stulecia. Poszerzone zostały wówczas okna oraz wymieniono stolarkę. Piętrowy, nakryty dachem czterospadowym budynek przetrwał do czasów współczesnych. Zachowany został oryginalny układ wnętrz, sklepienia kolebkowe, stropy oraz więźba dachowa[6].